# Han Moon-bae
Han Moon-bae (한문배?, 韓文培?; 22 marzo 1954) è un ex calciatore sudcoreano, di ruolo centrocampista.

## Statistiche

### Cronologia presenze e reti in Nazionale
| Cronologia completa delle presenze e delle reti in nazionale ― Corea del Sud | Cronologia completa delle presenze e delle reti in nazionale ― Corea del Sud | Cronologia completa delle presenze e delle reti in nazionale ― Corea del Sud | Cronologia completa delle presenze e delle reti in nazionale ― Corea del Sud | Cronologia completa delle presenze e delle reti in nazionale ― Corea del Sud | Cronologia completa delle presenze e delle reti in nazionale ― Corea del Sud | Cronologia completa delle presenze e delle reti in nazionale ― Corea del Sud | Cronologia completa delle presenze e delle reti in nazionale ― Corea del Sud |
| Data                                                                         | Città                                                                        | In casa                                                                      | Risultato                                                                    | Ospiti                                                                       | Competizione                                                                 | Reti                                                                         | Note                                                                         |
| ---------------------------------------------------------------------------- | ---------------------------------------------------------------------------- | ---------------------------------------------------------------------------- | ---------------------------------------------------------------------------- | ---------------------------------------------------------------------------- | ---------------------------------------------------------------------------- | ---------------------------------------------------------------------------- | ---------------------------------------------------------------------------- |
| 6-3-1983                                                                     | Tokyo                                                                        | Giappone                                                                     | 1 – 1                                                                        | Corea del Sud                                                                | Korea-Japan Annual Match                                                     | -                                                                            |                                                                              |
| Totale                                                                       |                                                                              | Presenze                                                                     | 1                                                                            |                                                                              | Reti                                                                         | 0                                                                            |                                                                              |